# Часельское
Часельское — озеро в Пуровском районе Ямало-ненецкого автономного округа, в 70 км юго-восточнее Тарко-Сале. Входит в одноимённую систему озёр из шести водоёмов общей площадью более восьмидесяти квадратных километров, которые последовательно соединяются широкими протоками Шонсяягай, Яряганто и другими.
Форма озера лопастная, длинный и узкий мыс в середине делит озеро на западный и восточный плёсы. Площадь озера — 51,7 км². Водосборная площадь — 204 км² Длина озера равна 10,6 километрам, максимальная ширина составляет 5,5 километра. Расположено на высоте 41 метр над уровнем моря. Берега низменные, заболоченные. Преобладает кустарничково-мохово-лишайниковая растительность.
В озеро впадают реки Серяреяха, Порыяха и Тояха (на юге), а также несколько ручьёв. На западе вытекает река Часелька, относящаяся к бассейну Карского моря.
На берегах Часельского озера живут 29 семей, в сельскохозяйственной территориально-соседской общине «Ича» работают 19 человек, в том числе 15 рыбаков. Ежегодный улов рыбы (в основном — язь, щука и карась) составляет около 80 тонн. Долгое время владельцем рыбоучастка был совхоз «Верхне-Пуровский».
С 1995 по 2003 годы озеро находилось в составе государственного природного заказника Часельский, который был ликвидирован.